# Gamelia paraensis
Gamelia paraensis är en fjärilsart. Gamelia paraensis ingår i släktet Gamelia och familjen påfågelsspinnare. Inga underarter finns listade i Catalogue of Life.